# Никола I Санудо
Никола I Санудо (или Николо; умро 1341. године), био је пети војвода Архипелага од 1323. до његове смрти. Био је син и наследник војводе Вилијама I из династије Санудо.
Војвода Никола I се борио под вођством свог шурака Валтера V, војводе од Атине, у катастрофалној бици код Халмироса 15. марта 1311. године. Био је један од ретких витезова на страни губитника који су побегли за животом и слободом.
Када је Јован од Гравине, кнез Ахаје, дошао у Мореју 1325. године, у покушају да преокрене недавна византијска достигнућа, војвода Никола му је, као вазал Ахаје, притекао у помоћ. Борио се у узалудној опсади замка Каритана од стране кнеза Јована Гравине, а када је кнез Јован напустио Мореју у пролеће 1326. године, поверио је војводи Николи вођење војних операција. У неком тренутку након тога, постигао је успех против бројчано надмоћније византијске војске која је нападала Кнежевину. После тога је напустио Мореју. Војвода Никола I је био последњи војвода од Наксоса који је командовао трупама на копну.
Наследио га је брат Јован I. Други брат му је био Марко Санудо, господар Милоса.

## Породица
Војвода Никола I је био ожењен Јованом од Бријена, ћерком Хуга де Бријена, грофа од Лечеа (око 1240-1296) и грофице Хелене Комнин Дука, ћерке севастократора Јована I Дуке од Тесалије.